# Arlen Specter
Arlen Specter (12. februar 1930 - 14. oktober 2012) var en amerikansk politiker, der i 30 år var senator valgt i Pennsylvania, først for Republikanerne og senere Demokraterne. 